# Prepona maroniensis
Prepona maroniensis är en fjärilsart som beskrevs av Le Moult 1932. Prepona maroniensis ingår i släktet Prepona och familjen praktfjärilar. Inga underarter finns listade i Catalogue of Life.